# Vladimir Seryogin
Vladimir Sergeyevich Seryogin (em russo:  Владимир Сергеевич Серёгин; 7 de julho de 1922 - 27 de março de 1968) foi um piloto experimental da União Soviética.
Vladimir Seryogin se tornou um voluntário do Exército Vermelho após passar pela escola de gramática. Tendo suas habilidades de voo reconhecidas, ele passou a pilotar. Sua performance na Frente Oriental da Segunda Guerra Mundial resultou no recebimento de várias medalhas, incluindo o título de Herói da União Soviética.
Após a conclusão da guerra, Seryogin continuou na Força Aérea Soviética. Após seu curso de engenharia, ele foi trabalhar como piloto experimental para o Instituto Experimental da Força Aérea Soviética. Em adição, Seryogin foi o Comandante da organização de Preparação do Voo dos Cosmonautas.
No dia 27 de março de 1968, enquanto realizada um voo rotineiro de treino a partir da Base Aérea de Chkalovsky ao lado de seu colega e amigo Iuri Gagarin—o primeiro homem no espaço—o MiG 15UTI que estavam pilotando caiu perto da cidade de Kirjatch. Os dois pilotos foram mortos no acidente; seus restos mortais foram subsequentemente cremados e as cinzas foram enterradas na muralha do Kremlin, Praça Vermelha.

## Ligação externa
- Vladimir Seryogin in "Heroes of country" (in Russian)